# Dr. Meijer de Hondbrug
Dr. Meijer de Hondbrug (brug 257) is een vaste brug in Amsterdam-Centrum.
De verkeersbrug verbindt de Weesperstraat met het Weesperplein en overspant de Nieuwe Achtergracht.
Op deze plaats ligt al minstens twee eeuwen een brug. In de Opregte Haarlemsche Courant van 15 september 1829 werd melding gemaakt van “De werken en leverantien, behoorende tot het vernieuwen van de brug no. 257, over de Achtergracht, voor de Weesperstraat". Vanaf dan wordt de brug regelmatig getroffen door de expansiedrift van Amsterdam. In 1901 moet de brug opnieuw vernieuwd worden, er volgde een aanbesteding in april 1901. In 1923 is opnieuw verbreding noodzakelijk. Daartoe werd ingeschakeld Piet Kramer van de Dienst der Publieke Werken. Hij kwam met een vaste brug in de vroege Amsterdamse Schoolstijl met de voor hem typerende mengeling baksteen/natuursteen, beeldhouwwerken van Hildo Krop, siersmeedijzeren balustrades en granieten pijlers. Die brug hield het tot 1964. Dan werd besloten dat de Weesperstraat een "hypermoderne radiaalweg" moet worden, de brug wordt dan 38,30 meter breed. Men gaat grof te werk, de balustrades en pijlers raken zoek en worden nooit meer teruggevonden. In januari 1966 kreeg de brug haar naam, een verwijzing naar Meijer de Hond (ook brug 251 over de Nieuwe Prinsengracht werd toen vernoemd, naar dr. J.H. Dünner), rebbe der vierde stand dan wel rebbe van het lompenproletariaat. Het was van korte duur, want de brug werd beginjaren zeventig uit roulatie genomen. Dit deel van de Weesperstraat ging op de schop voor de bouw van de Oostlijn. De houten funderingspalen van de brug zaten in de weg en moesten uit de grond getrokken worden. Na de werkzaamheden werd de brug teruggeplaatst waarbij opnieuw delen van Kramers brug verdwenen. Wel zijn gebleven de Havik en vissen van Krop en de walkanten die nog enigszins aan Kramer doen denken.

## Afbeeldingen

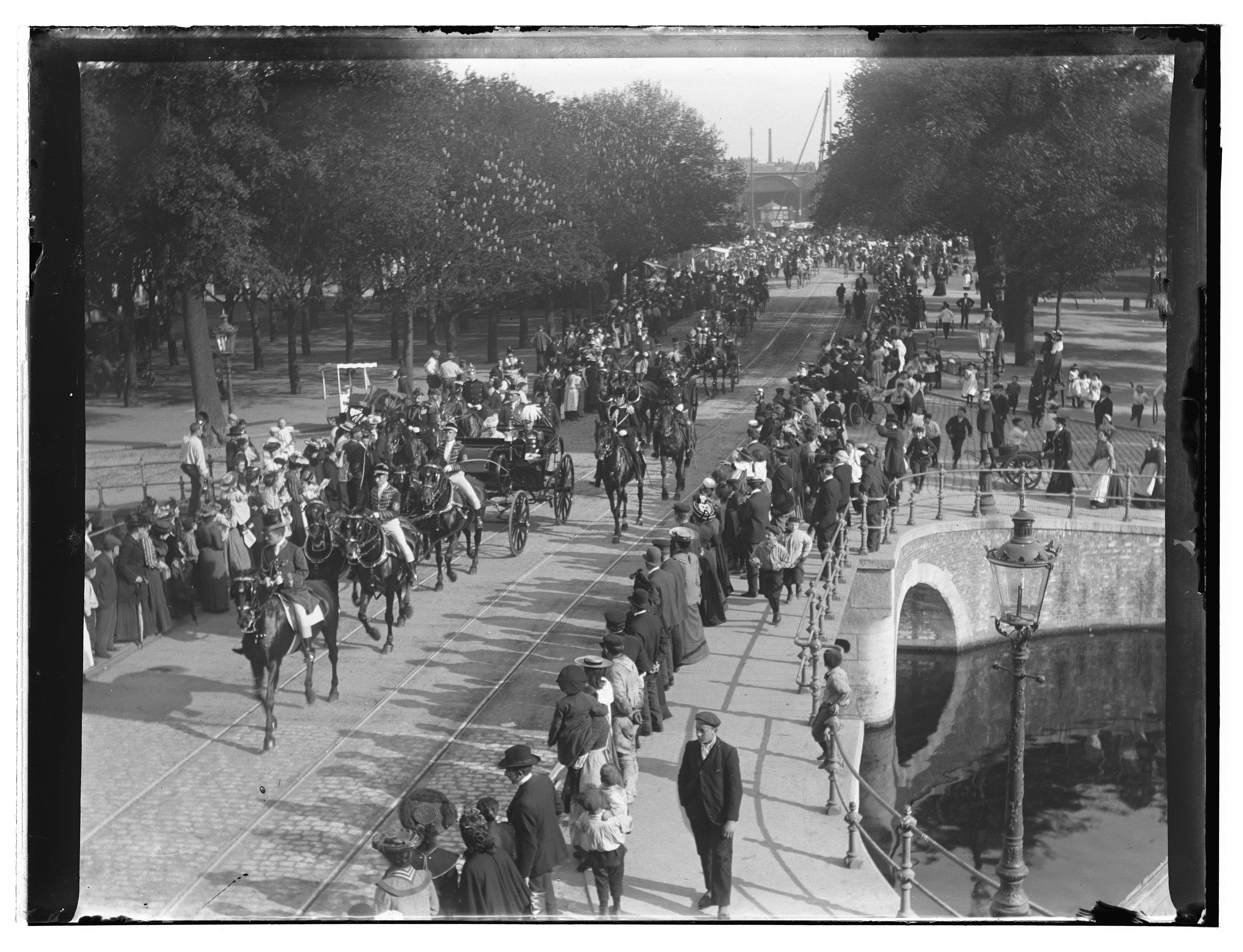
Koningin Wilhelmina en prins Hendrik rijden over de brug in 1903
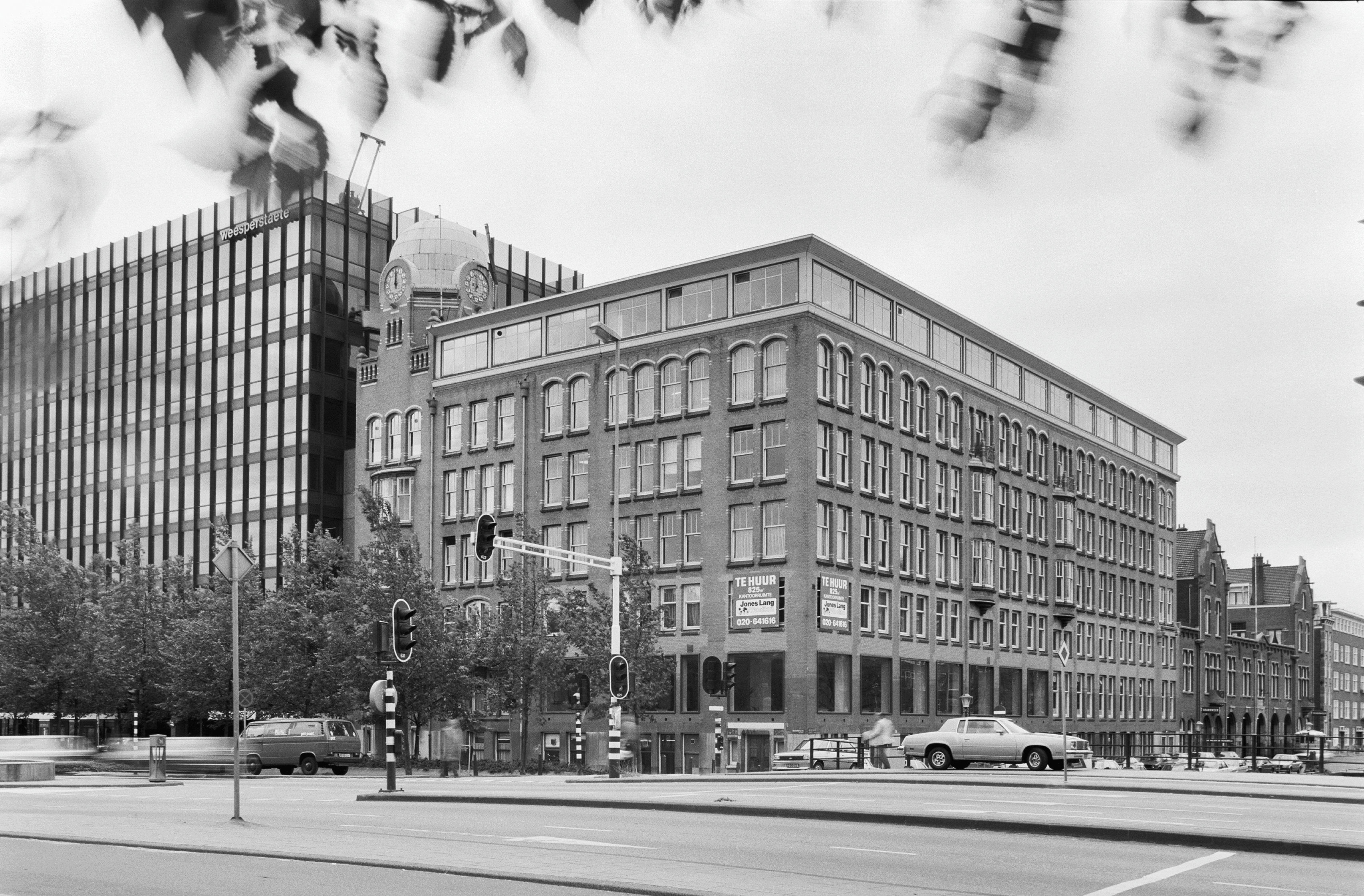
Dr. Meijer de Hondbrug (1983) met op de achtergrond de Diamantbeurs
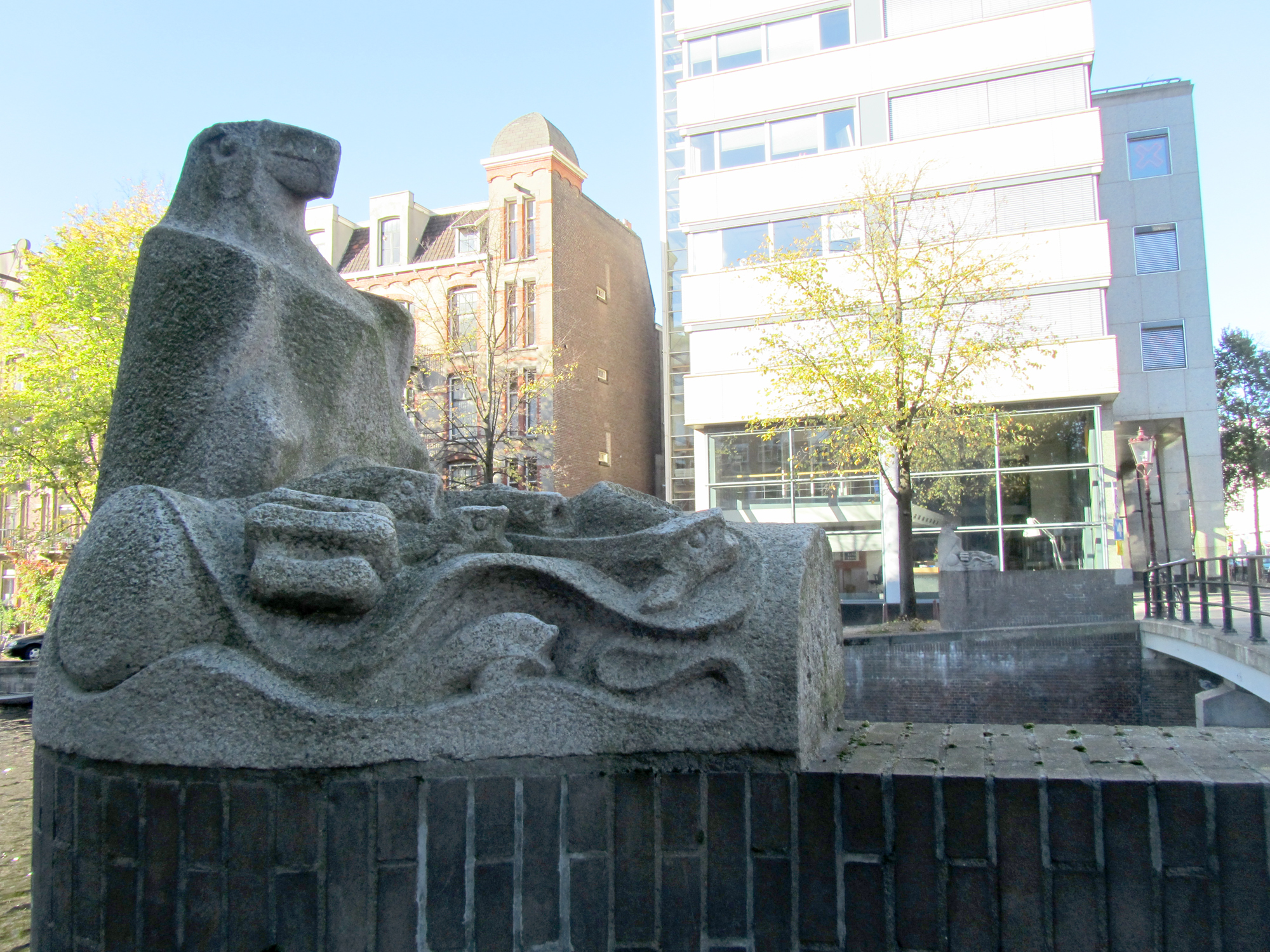
De havik en vissen van Krop

<<< · 200 · 201 · 202 · 203 · 204 · 205 · 206 · 207 · 208 · 209 ·  210 · 211 · 212 · 213 · 214 · 215 · 216 · 217 · 218 · 220 · 221 · 222 · 223 · 224 · 225 · 226 · 227 · 228 · 228P · 229 · 230 · 231 · 232 · 233 · 234 · 235 · 236 · 237 · 238 · 239 ·  240 · 241 · 242 · 243 · 244 · 245 · 246 · 247 · 248 · 249 ·  250 · 251 · 252 · 253 · 254 · 255 · 256 · 257 · 258 · 259 · 260 · 261 · 262 · 263 · 264 · 265 · 266 · 267 · 270 · 271 · 272 · 273 · 274 · 275 · 277 · 278 · 279 · 280 · 281 · 283 · 285 · 286 · 287 · 288 · 289 · 290 · 291 · 292 · 293 · 295 · 296 · 297 · 298 · 299 · >>>
Brugnummers 219, 268, 269, 276, 282, 284, 294 zijn niet (meer) in omloop.